# The Man in the High Castle (serie de televisión)
The Man in the High Castle (El hombre en el castillo en España) es una serie de televisión estadounidense creada y producida por Amazon Studios,  Scott Free Productions, Headline Pictures, Electric Shepherd Productions y Big Light Productions. Se basa parcialmente en la novela homónima de 1962 The Man in the High Castle del autor de ciencia ficción Philip K. Dick. Acontece en el año 1962 y se sitúa en un mundo distópico en el que las Potencias del Eje ganaron la Segunda Guerra Mundial y Estados Unidos ha sido dividido en tres partes: los Estados del Pacífico en la costa oeste, el Gran Reich en la costa este, y la zona neutral en las Montañas Rocosas. La serie sigue a personajes cuyos destinos se entrelazan después de entrar en contacto con diversas filmaciones contenidas en cintas que muestran una historia muy diferente a la que viven.
Estrenado en enero de 2015, el episodio piloto fue según fuentes de la compañía "el más visto" de todos los producidos por Amazon hasta el momento. El mes siguiente, Amazon ordenó continuar las grabaciones para completar una temporada de diez episodios, que se lanzó el 20 de noviembre con reseñas positivas. Una segunda temporada de diez episodios se estrenó el 16 de diciembre de 2016, con una tercera temporada anunciada unas semanas más tarde, que se estrenó el 5 de octubre de 2018. El 21 de julio de 2018, se anunció en la Comic-Con de San Diego que la serie había sido renovada para una cuarta y última temporada, la cual fue estrenada el 15 de noviembre de 2019.

## Argumento

### Primera temporada
Los personajes principales son Juliana Crain, Frank Frink, Joe Blake, John Smith, Nobusuke Tagomi y Takeshi Kido, la serie tiene lugar en un 1962 alternativo.

Bandera del Norteamérica Nazi.

Bandera de los Estados del Pacífico.

Juliana Crain es una mujer de San Francisco que se involucra en la resistencia cuando su media hermana Trudy es asesinada por los Kenpeitai, justo después de haberle dado un rollo de película que muestra una historia alternativa en la que los aliados ganaron la guerra y el eje fue derrotado.
La película se titula The Grasshopper Lies Heavy (La langosta se ha posado), y forma parte de una serie de películas parecidas que están siendo acopiadas por alguien llamado «el Hombre en el Castillo». Juliana cree que estas reflejan algún tipo de realidad alternativa, y que es parte de una verdad más amplia acerca de cómo debería ser el mundo. Su novio, Frank Frink (que oculta sus raíces judías con tal de evitar su extradición y muerte a manos de los nazis), cree que no tiene ninguna relación con la vida real. Juliana descubre que Trudy llevaba la película a Cañon City, Colorado, en la zona neutral, donde iba a encontrarse con alguien. Entonces decide viajar en lugar de su hermana para averiguar cuál era su misión. Cuando llega a Cañon City, se encuentra con Joe Blake.
Joe Blake es un hombre de Nueva York, es un agente doble que trabaja para los nazis bajo el comando del obergruppenführer John Smith. Blake se hace pasar por un miembro de la resistencia mientras busca al contacto en Canon City, que es Juliana, en sustitución de Trudy.
Nobusuke Tagomi es el ministro de Comercio japonés en San Francisco. Se reúne en secreto con el oficial nazi Rudolph Wegener, quien se hace pasar por el ejecutivo Victore Baynes. Tagomi y Wegener están preocupados por el vacío de poder que habrá cuando el führer del Reich Adolf Hitler muera, o se vea forzado a abdicar debido al empeoramiento de su enfermedad de Parkinson. Wegener explica que el sucesor de Hitler probablemente usará las armas nucleares contra Japón para obtener el control del resto del territorio estadounidense. Por el momento, Japón y el Tercer Reich están involucrados en una guerra fría bastante tensa pero sin conflictos a gran escala, estando los japoneses en desventaja tecnológica con respecto a los alemanes.
Frank Frink termina siendo arrestado cuando los japoneses y los nazis sospechan de las actividades de Juliana, Frank se niega a delatarla, por lo que matan a su hermana y sus dos sobrinos en represalia, utilizando su herencia judía como excusa para sus ejecuciones. Esto lleva a Frink a planear el asesinato del príncipe heredero de Japón en su visita a los Estados del Pacífico, pero finalmente decide abandonar su plan.

### Segunda temporada
La segunda temporada se enfoca más en Frank Frink, que renuncia a su vacilación y relativo pacifismo y decide convertirse en un miembro comprometido de la resistencia contra el Imperio japonés dentro de los Estados del Pacífico, participando finalmente en el bombardeo terrorista de un edificio del comando central del gobierno en el centro de San Francisco. En el ataque mueren varios miembros del ejército japonés y líderes de alto rango.
Juliana Crain pide asilo en el Reich usando su embajada de San Francisco para poder escapar de los soldados japoneses que la hacen responsable de al menos un asesinato. John Smith, viendo que es poco probable que su solicitud de asilo tenga éxito, entra en la sala de interrogatorios y asume el control de su reclamo, asegurándose de que se cumpla, y la lleva a Nueva York sin que Joe Blake se entere. El propio Blake descubre que fue un producto del programa Lebensborn, y también que es el único hijo biológico de un oficial nazi de alto rango en Berlín, Martin Heusmann. Eventualmente, Blake se reconcilia con Heusmann a nivel personal, y al hacerlo, se convierte en el segundo al mando de la Cancillería después de que Adolf Hitler muere y los líderes nazis en Berlín otorgan a Heusmann el título de Canciller interino del Reich, lo que hacen rápidamente y casi de manera predeterminada.
La muerte de Hitler es abruptamente atacada por espías japoneses, y Heusmann anuncia por televisión que los agentes japoneses a quienes culpa de su asesinato serán enjuiciados por todos los medios necesarios, incluida la guerra. John Smith es el único oficial de alto rango que desconfía de la naturaleza del repentino anuncio de Heusmann. Para obtener más información de lo sucedido, interroga a otro nazi de alto rango, Reinhard Heydrich, quien revela una conspiración de largo alcance dirigida por Heusmann diseñada para resultar en un ataque nuclear nazi contra el Imperio japonés que matará decenas de millones de japoneses, diezmando su Imperio, matando a su Emperador y obligando a los japoneses supervivientes a absorberse permanentemente en un Reich global. John Smith emprende acciones sigilosamente calculadas para desbaratar y desmantelar la conspiración de Heusmann y, como acto final, viaja a Berlín e informa al  Reichsführer Heinrich Himmler y no participa en el conspiración - de la existencia de la conspiración. Las cintas de audio, junto con pruebas físicas y escritas que alcanzan demasiado profundo dentro de la estructura de poder del Reich como para ser descartadas, son entregadas personalmente por John Smith al Reichsführer, quien luego enojadamente conduce a Smith y a varios de sus subordinados más cercanos de Berlín al último Oficina del Führer ocupada por el Canciller interino. Arresta a Heusmann por alta traición y el asesinato de Adolf Hitler, detiene a Joe Blake junto con Heusmann, y luego se dirige al Volkshalle lleno de cientos de miles de civiles del Reich y soldados de asalto uniformados, rechazando el discurso de declaración de guerra destinado a Heusmann lo entregó y, en cambio, informa al Reich sobre la conspiración de Heusmann y sobre la exposición de John Smith. Al enterarse de esto, todo el Volkshalle entra en erupción a un estado de celebración marcado por repetidos saludos masivos nazis de los hombres de Himmler en general y luego de John Smith en particular.
La segunda temporada termina con Himmler y John Smith asumiendo implícitamente el mando del Reich, y una nueva era de relativa paz entre el Imperio japonés y el Gran Reich. Juliana Crain continúa viviendo su solicitud de asilo dentro del territorio nazi de Nueva York, y los últimos minutos del último episodio de la segunda temporada muestran a Trudy (o una versión de su universo alternativo) viva y en buena forma. En un sótano en algún lugar, a John Smith se le da acceso a una habitación llena de carretes de las películas observadas por el fallecido Führer.

## Elenco y personajes

### Personajes principales
- Alexa Davalos como Juliana Crain, una joven de San Francisco que aparentemente es feliz viviendo bajo la ocupación japonesa; es experta en aikido. Su vida da un vuelco cuando se ve metida en una operación secreta de la rebelión y, desde entonces, Juliana se convierte en el foco de una serie de turbios y conflictivos cambios en su realidad y en otras.

- Rupert Evans como Frank Frink, el novio de Juliana. Trabaja en una fábrica creando réplicas de pistolas estadounidenses de la preguerra que son apreciadas por los japoneses, mientras que en su tiempo libre crea joyas y bocetos originales. Cuando Juliana desaparece justo después de que la policía mata a su hermana, Frank es puesto bajo custodia, lo cual es particularmente peligroso ya que tiene ascendencia judía y enfrentaría la ejecución si este hecho se descubriera. Su experiencia con los japoneses le hace volverse contra el Estado.

- Luke Kleintank como Joseph “Joe” Blake/Joseph Heusmann, un joven nacido en el programa Lebensborn. Es nuevo recluta de la resistencia, aunque en realidad es un agente que trabaja para las SS bajo el mando del obergruppenführer John Smith. Su relación con Juliana Crain y su origen, lo hacen enfrentarse a un discurso de lealtades del que no puede escapar.

- DJ Qualls como Ed McCarthy, compañero de trabajo y amigo de Frank, sigue de cerca la política y se preocupa mucho por el bienestar de Juliana y su amigo.

- Cary-Hiroyuki Tagawa como Nobusuke Tagomi, el ministro de Comercio de los Estados del Pacífico. Es un hombre pacifista con un doloroso pasado. Sus verdaderas lealtades son ambiguas a lo largo de la primera temporada.

- Rufus Sewell como John Smith, un obergruppenführer que investiga la resistencia en Nueva York. Es un estadounidense que anteriormente sirvió en el Cuerpo de Señales del Ejército de EE. UU. (USASC) y vive una cómoda vida suburbana con su esposa y tres hijos. Se da a entender que abrazó el nazismo porque creció en la pobreza como resultado de la Gran Depresión.

- Joel de la Fuente como el inspector jefe Takeshi Kido, el despiadado jefe del Kenpeitai en la sede de San Francisco.

- Brennan Brown como Robert Childan, propietario de una tienda de antigüedades que hace tratos secretos con Frank (recurrente en la primera temporada, principal en la segunda temporada).

- Callum Keith Rennie como Gary Connell, líder del movimiento de resistencia en la costa Oeste y ejecutor de Abendsen (segunda temporada).[12]
- Bella Heathcote como Nicole Dörmer, una joven cineasta nacida en Berlín quien cruzará su camino con Joe (segunda temporada).[13]

### Personajes recurrentes y secundarios
- Carsten Norgaard como Rudolph Wegener, un desmoralizado oficial nazi de alto rango que intercambia secretos con Tagomi.
- Rick Worthy como Lemuel "Lem" Washington, propietario de una cafetería en Cañon City y miembro de la resistencia.
- Camille Sullivan como Karen Vecchione, una líder de la rama de la resistencia de los Estados del Pacífico.
- Lee Shorten como el sargento Hiroyuki Yoshida, la mano derecha del inspector Kido.
- Alex Zahara cómo el oficial de la SS Oliver Diels.
- Bernhard Forcher cómo el embajador Hugo Reiss.
- Arnold Chun como Kotomichi, el asistente de Tagomi.
- Hank Harris como Randall Becker, miembro de la rama de la resistencia de los Estados del Pacífico.
- Jason O’Mara, cómo Wyatt Price, miembro de la resistencia.
- Ty Olsson cómo el Major Tod Metzger.
- Marc Rissman cómo el Obergruppenführer Wilhelm Goertzmann.
- Christine Chatelain como Laura Crothers, hermana de Frank.
- Allan Havey como el “hombre origami”, un espía nazi enviado a Cañon City para eliminar a los miembros de la resistencia.
- Burn Gorman como “el mariscal”, un cazarrecompensas en busca de los fugitivos del campo de concentración.
- Shaun Ross como “Shoe Shine Boy”, un joven albino que vive en Cañon City.
- Rob LaBelle como Carl, un empleado de una librería en Cañon City que se revela como un fugitivo de un campo de concentración llamado David P. Frees.
- Geoffrey Blake como Jason Meyer, un judío miembro de la resistencia.
- Michael Gaston como Mark Sampson, un judío que vive en los Estados del Pacífico, es amigo de Frank.
- Louis Ozawa Changchien como Paul Kasoura, un adinerado abogado que colecciona objetos estadounidenses anteriores a la guerra.
- Tao Okamoto como Betty la esposa de Paul.
- Daisuke Tsuji como el príncipe heredero de Japón.
- Mayumi Yoshida como la princesa heredera de Japón.
- Amy Okuda como Christine Tanaka, una oficinista en el edificio Nippon.
- Hiro Kanagawa as como Taishi Okamura, el líder de una mafia Yakuza en los Estados del Pacífico.
- Stephen Root como Hawthorne Abendsen / “El hombre en el castillo” (segunda temporada)
- Sebastian Roché como el Reichsminister Martin Heusmann, padre de Joe Blake y hombre de alto rango dentro del Reich.
- Sen Mitsuji cómo Toru Kido, hijo del Inspector en jefe Kido
- Cara Mitsuko como Sarah, una japonesa-estadounidense miembro de la resistencia, sobreviviente del campo de concentración de Manzanar y compañera de Frank (segunda temporada).
- Tate Donovan como George Dixon, un misterioso amigo de los Crain (segunda temporada).
- Michael Hogan como Hagan, un ex predicador y líder de la resistencia de San Francisco (segunda temporada).
- Tzi Ma como el general Hidehisa Onoda, un miembro destacado del ejército japonés (segunda temporada).
- Bruce Locke cómo el General Yamori.
- Laura Mennell como la reportera Thelma Harris (tercera temporada).
- Frances Turner cómo Bell Mallory, miembro de la resistencia en los Estados del Pacifico. (cuarta temporada)
- Clint Jung cómo el general Ryuu Masuda.
- Kevin McNulty cómo Gerald “Gerry” Adler. El doctor que diagnóstico a Thomas Smith con su distrofia muscular.
- Gillian Barber cómo Alice Adler. La esposa del doctor Adler.
- Carter McIntyre cómo Russ Gilmore. Del mundo alternativo. (cuarta temporada).
- Nicole Oliver cómo Zina Parks, una sobreviviente que vive en las ruinas de Washington. (cuarta temporada)
- Clé Bennett cómo Elijah, un miembro de la RCN en los Estados del Pacífico.
- Eljiro Ozaki cómo el Almirante Inokuchi.
- Eric Lange cómo el general William Whitcroft.
- David Harewood cómo Equiano Hampton, un fundador de la RCN.
- Rachel Nichols cómo Martha Stroud, una guardiana de las SS al servicio de la familia Smith.
- Meg Heus cómo Bridget, mucama de los Smith.
- Louis Ferreira cómo Brad Bellows, un miembro de la resistencia en Washington. (cuarta temporada)

#### Familia de John Smith
- Chelah Horsdal como Helen Smith, la esposa de John. Tiene un hermano llamado Hank.
- Quinn Lord como Thomas Smith, el hijo mayor de John y Helen, miembro de las Juventudes Hitlerianas, se revela más tarde que ha heredado una forma de distrofia muscular del lado paterno de su familia.
- Gracyn Shinyei como Amy Smith, la hija menor de John y Helen.
- Genea Charpentier como Jennifer Smith, la hija mediana de John y Helen.

#### Familia de Juliana Crain
- Daniel Roebuck como Arnold Walker, padrastro de Juliana y padre de Trudy.
- Macall Gordon como Anne Crain Walker, madre de Juliana, aún siente amargura por haber perdido a su marido en la Segunda Guerra Mundial.
- Conor Leslie como Trudy Walker, la hermanastra de Juliana a quien el Kempeitai asesina.

#### Familia de Nobusuke Tagomi
- Yukari Komatsu como Michiko Tagomi, la esposa de Nobusuke (segunda temporada).
- Eddie Shin como Noriaki Tagomi, hijo de Nobusuke y Michiko (segunda temporada).

#### Figuras históricas
- Wolf Muser como Adolf Hitler.
- Ray Proscia como el SS-Oberst-Gruppenführer Reinhard Heydrich.
- Kenneth Tigar como el SS-Reichsführer Heinrich Himmler (segunda temporada).
- Peter Anderson como Joseph Goebbels, Ministro de Propaganda nazi (segunda temporada).
- Lisa Paxton como Eva Braun, la esposa de Hitler (segunda temporada).
- John Hans Tester cómo el doctor Josef Mengele.
- William Forsythe cómo J. Edgar Hoover (tercera temporada)
- David Furr cómo el Reichsmarschall George Lincoln Rockwell.
- Gwynyth Walsh cómo Margarete Himmler, la esposa de Heinrich Himmler.
- Timothy V. Murphy cómo Adolf  Eichmann.

## Episodios
| Temporada | Temporada | Episodios | Episodios               | Lanzamiento original    | Lanzamiento original    |
| --------- | --------- | --------- | ----------------------- | ----------------------- | ----------------------- |
|           | 1         | 10        | 1                       | 15 de enero de 2015     | 15 de enero de 2015     |
| 9         | 1         | 10        | 20 de noviembre de 2015 | 20 de noviembre de 2015 |                         |
|           | 2         | 10        | 10                      | 16 de diciembre de 2016 | 16 de diciembre de 2016 |
|           | 3         | 10        | 10                      | 5 de octubre de 2018    | 5 de octubre de 2018    |
|           | 4         | 10        | 10                      | 15 de noviembre de 2019 | 15 de noviembre de 2019 |

### Temporada 1 (2015)
| N.º en serie | N.º en temp. | Título                  | Dirigido por     | Escrito por                      | Fecha de emisión original |
| --- | ------------ | ----------------------- | ---------------- | -------------------------------- | ------------------------- |
| 1 | 1            | «The New World»         | David Semel      | Frank Spotnitz                   | 15 de enero de 2015       |
| En 1962, en una Nueva York ocupada por los nazis, Joe Blake se ofrece como voluntario para colaborar con la resistencia conduciendo un camión hacia la Zona Neutral en las Montañas Rocosas. En San Francisco, bajo ocupación japonesa, Juliana Crain recibe un paquete de su hermana Trudy, solo para presenciar cómo es asesinada a disparos por la policía japonesa poco después. Juliana descubre que el paquete contiene unos rollos de película que muestran a los Aliados ganando la Segunda Guerra Mundial, una realidad que parece imposible. Su novio, Frank, la persuade para que acuda a la policía y proclame su inocencia. Sin embargo, Juliana miente y decide viajar a la Zona Neutral para entregar la película en lugar de Trudy. Una mujer intenta robarle la película, pero solo consigue llevarse señuelos. Por otro lado, el ministro de comercio japonés, Nobusuke Tagomi, se reúne con el embajador nazi Hugo Reiss para ultimar los detalles de una visita a San Francisco del Príncipe Heredero del Japón. Más adelante, Tagomi tiene un encuentro secreto con Rudolph Wegener, un alto oficial nazi que se hace pasar por un empresario sueco. Joe y Juliana se conocen y entablan amistad en Canon City, dentro de la Zona Neutral. Mientras tanto, en San Francisco, la Kempeitai intensifica la búsqueda de Juliana por su conexión con Trudy. Blake hace una llamada al SS Obergruppenführer Smith, revelando su identidad como agente de la SS. |              |                         |                  |                                  |                           |
| 2 | 2            | «Sunrise»               | Daniel Percival  | Frank Spotnitz                   | 20 de noviembre de 2015   |
| En San Francisco, la Kempeitai captura a Frank para averiguar el paradero de Juliana. Durante su encarcelamiento, Frank se encuentra con un miembro de la resistencia que lo persuade de no delatar a Juliana. Como represalia por su negativa a cooperar, la Kempeitai asesina a la hermana de Frank y a sus hijos, aunque suspenden su ejecución planificada cuando descubren a una mujer con los rollos de película que había robado de Juliana, los cuales eran un señuelo. Mientras tanto, Juliana, trabajando en un restaurante de Canon City, conoce a un hombre que lee la biblia y realiza Origami el cual cree erróneamente que es su contacto. Smith informa a Joe que este supuesto contacto es en realidad un agente encubierto del SD combatiendo contra la resistencia, ordenándole no interferir. Sin embargo, Joe decide actuar cuando Juliana está a punto de reunirse con el agente en un puente; la salva justo cuando el agente intenta matarla, permitiendo que Juliana usando técnicas de Aikido, empuja al Hombre desde un puente causando su muerte. En Nueva York, Smith es emboscado por rebeldes de la resistencia en un intento de asesinato, logra sobrevivir, pero su ayudante Raeder queda gravemente herido en el ataque. |              |                         |                  |                                  |                           |
| 3 | 3            | «The Illustrated Woman» | Ken Olin         | Thomas Schnauz and Evan Wright   | 20 de noviembre de 2015   |
| Joe se encuentra con un cazarrecompensas aliado de los nazis, conocido como el Mariscal, que está en busca del agente de las SD que Juliana asesinó. Joe y Juliana se encargan de eliminar los restos y el vehículo del agente fallecido. Durante este proceso, descubren un mapa que los conduce a una cueva en la que hallan el cuerpo de una mujer y una lista de nombres. Esta lista revela que el verdadero contacto de Juliana era el jefe del restaurante en el que trabajaba. Al percatarse de la auténtica identidad de Juliana, el Mariscal intenta asesinarla. Mientras tanto, en San Francisco, la llegada del Príncipe Heredero del Japón a la ciudad genera tensión. Tagomi le sugiere a Wegener que se ponga en contacto de manera secreta con el ministro de Ciencia Japonés, Shimura, durante el discurso que el Príncipe Heredero ofrecerá en la Embajada Nazi. Por otro lado, Frank le revela a su cuñado la trágica noticia sobre la muerte de su hermana y sus hijos. Frank retoma su trabajo, donde empieza a fabricar un arma de verdad. |              |                         |                  |                                  |                           |
| 4 | 4            | «Revelations»           | Michael Rymer    | Thomas Schnauz and Jace Richdale | 20 de noviembre de 2015   |
| Joe rescata a Juliana de las garras del Mariscal. Posteriormente, Joe y Juliana se enfrentan a Lemuel, conocido como Lem, quien los guía a un bosque donde terminan rodeados por combatientes de la resistencia. Lem los presiona para que entreguen las películas y luego les indica que deben irse. Durante la huida, Joe y Juliana son nuevamente atacados por el Mariscal, lo que lleva a Joe a revelarse como un agente nazi frente al Mariscal para proteger a Juliana. Mientras el Mariscal persigue fervientemente a Juliana en la autopista, ella logra distraerlo, incendia su automóvil y se oculta. Al llegar el Mariscal al vehículo en llamas, presupone que Juliana ha fallecido en el incidente. Mientras tanto, en Nueva York, tras sufrir un ataque en su camino al trabajo, Smith comienza a sospechar de SS Hauptsturmfuhrer Connolly, creyendo que podría estar filtrando información sobre sus movimientos a la resistencia. En los Estados del Pacífico, Frank asiste armado al discurso del Príncipe Heredero con la intención de asesinarlo, pero en el último momento, la duda se apodera de él. Para su sorpresa, un francotirador oculto dispara al Príncipe Heredero. En medio del caos, Wegener intenta sin éxito depositar una cápsula de microfilm en el bolsillo del Ministro de Ciencia, siendo detenido por las autoridades japonesas como extranjero sospechoso debido al tiroteo.                                                          |              |                         |                  |                                  |                           |
| 5 | 5            | «The New Normal»        | Bryan Spicer     | Rob Williams                     | 20 de noviembre de 2015   |
| El Príncipe Heredero es llevado de urgencia al hospital después del ataque y el capitán de la Guardia Imperial comete seppuku por no haber protegido al Príncipe Heredero. Kido afirma que si no puede encontrar al pistolero, hará lo mismo. Juliana regresa a casa para encontrar a un enfadado Frank, quien alude a su tiempo en prisión. Juliana visita a sus padres y se entera de que los japoneses mataron a la hermana de Frank y a sus sobrinos para luego presentarse ante el ejército japonés, es interrogada y preguntada acerca del compañero de Trudy, Randall, pero finalmente es dejada en libertad. Joe regresa a Nueva York desde la Zona Neutral donde es secuestrado por agentes de la Gestapo y llevado a la oficina de Smith. Él informa a Smith sobre los eventos en Canon City, aunque su informe contradice el del Mariscal. Smith le informa a Joe que ha fallado su misión porque el líder de la resistencia escapó. Sin embargo, Smith cree que Joe está diciendo la verdad y lo invita a su casa para celebrar el Día de la Victoria en América (VA). |              |                         |                  |                                  |                           |
| 6 | 6            | «Three Monkeys»         | Nelson McCormick | Rob Williams                     | 20 de noviembre de 2015   |
| Joe celebra el Día de la VA en casa de Smith. Wegener, al pasar por Nueva York en su camino de regreso desde los Estados del Pacífico, es interceptado por Smith; ambos son viejos amigos, pero Smith ha recibido información sobre las actividades traidoras de Wegener. Juliana acepta un trabajo con Tagomi mientras continúa su búsqueda de respuestas, descubriendo más tarde que su padrastro Arnold trabaja para los japoneses. Smith hace arrestar a Wegener al final de la noche después de que este no logra confesar o siquiera aludir a su misión. Joe intenta mirar los archivos privados de Smith, pero es sorprendido en el acto. |              |                         |                  |                                  |                           |
| 7 | 7            | «Truth»                 | Brad Anderson    | Emma Frost                       | 20 de noviembre de 2015   |
| Smith, después de haber atrapado a Joe en la oficina de su casa, lo interroga más sobre Juliana y Canon City y lo amenaza con ejecutarlo si no recupera una película recién descubierta del Hombre en lo Alto del Castillo. |              |                         |                  |                                  |                           |
| 8 | 8            | «End of the World»      | Karyn Kusama     | Walon Green                      | 20 de noviembre de 2015   |
| Juliana y Frank hacen planes para escapar de los estados del Pacífico, solo para ser arrastrados nuevamente al peligro por Joe, quien intenta recuperar una nueva película y cae directamente en una emboscada de Kempeitai. El Dr. Adler, su médico de familia, le informa a Smith que a Thomas le han diagnosticado un tipo raro de distrofia muscular y debe ser sacrificado para cumplir con las leyes de salud nazis. Reinhard Heydrich, ahora Oberst-Gruppenführer en el Reich, visita a Smith y toma a Wegener de la custodia de Smith para sus propios fines. |              |                         |                  |                                  |                           |
| 9 | 9            | «Kindness»              | Michael Slovis   | Jace Richdale                    | 20 de noviembre de 2015   |
| Smith descubre que Heydrich estaba detrás del atentado contra su vida y mata a Connolly, quien había organizado la emboscada por orden de Heydrich. Frank y Juliana, después de tomar posesión de la nueva película, deciden verla, pero se sorprenden al descubrir que la película muestra, aparentemente en un futuro cercano, un San Francisco bombardeado nuclearmente en el que las SS arrestan y ejecutan a los supervivientes. . Se muestra a Frank siendo ejecutado por Joe, que lleva un uniforme de las SS. Heydrich obliga a Wegener a intentar asesinar a Hitler, prometiéndole que salvará la vida de su familia si coopera. |              |                         |                  |                                  |                           |
| 10 | 10           | «A Way Out»             | Daniel Percival  | Rob Williams                     | 20 de noviembre de 2015   |
| Frank y Juliana confrontan enojados a Joe como un agente nazi. Va a la embajada nazi con la película. Smith se entera de que Heydrich está preparando una trampa. Kido actúa basándose en información de Yakuza y mata al francotirador nazi que disparó al Príncipe Heredero. Ed es atrapado con el arma de Frank y es utilizado como chivo expiatorio en el intento de asesinato del Príncipe Heredero, para evitar que Kido tenga que cometer seppuku. Heydrich exige la lealtad de Smith antes del asesinato de Hitler por parte de Wegener. Wegener se despide de su familia y viaja al castillo alpino de Hitler. Sin embargo, después de enfrentarse a Hitler, quien le informa que la cohorte de Heydrich atacará Japón si es asesinado, lo que probablemente provocará la muerte de millones de personas, Wegener se suicida. Smith captura al traidor Heydrich y lo denuncia a Hitler. Tagomi va a Union Square para meditar con el encanto de Juliana. Abre los ojos para encontrarse en un 1962 alternativo en el que los Aliados ganaron la Segunda Guerra Mundial y Estados Unidos está en medio de la Crisis de los Misiles Cubanos. |              |                         |                  |                                  |                           |

### Temporada 2 (2016)
| N.º en serie | N.º en temp. | Título                   | Dirigido por    | Escrito por                  | Fecha de emisión original |
| --- | ------------ | ------------------------ | --------------- | ---------------------------- | ------------------------- |
| 11 | 1            | «The Tiger's Cave»       | Daniel Percival | Frank Spotnitz               | 2016 de diciembre del 16  |
| Joe regresa a Nueva York para entregarle la película a Smith y presenta su renuncia, pero Smith se niega a aceptar la renuncia antes de entregarle la película a Hitler. Karen y Lem confrontan a Juliana por no llevar a Joe a una emboscada antes de que la tranquilicen. Se despierta en la casa de Hawthorne Abendsen, El hombre del castillo, donde guarda su vasta colección de películas. El general Onoda les revela a Tagomi y su personal que la cápsula que el ministro de Ciencia Shimada encontró en su bolsillo contenía planes para un arma nuclear que el Imperio pretende usar para aplastar a los nazis, para consternación de Tagomi. Frank confronta a Arnold por espiar a su propia familia. Luego, desesperado por salvar a Ed, Frank va a pedir ayuda a Childan. Juliana intenta obtener respuestas de un evasivo Abendsen y recibe una pista que puede ayudar a evitar la guerra nuclear. Gary Connell, el líder de la Resistencia de la Costa Oeste, va en contra de las órdenes e intenta matar a Juliana, pero ella escapa en un puesto de control de Kempeitai. Se produce un tiroteo entre los miembros de la Resistencia y los soldados japoneses y Karen muere en el fuego cruzado.. |              |                          |                 |                              |                           |
| 12 | 2            | «The Road Less Traveled» | Colin Bucksey   | Rob Williams                 | 2016 de diciembre del 16  |
| Kido investiga el tiroteo en el puesto de control y sospecha que Juliana está involucrada. Frank decide contratar a Paul Kasoura, un abogado defensor, para ayudar a Ed. Desesperado, le revela a Kasoura que los artículos antiguos que él y Childan le vendieron son falsos, lo que lleva a la pareja a ser encarcelados por la Yakuza con quien Kasoura tiene una conexión. Frank logra convencer a Okamura para que le permita pagar su deuda por la falsificación si a Ed se le permite trabajar con él como su asistente. Okamura obliga a Kido a liberar a Ed. Más tarde atribuye el intento de asesinato del Príncipe Heredero a la fallecida Karen. Smith le ordena a Joe que visite a su padre, el ministro del Reich Heusmann, en Berlín. Smith le dice a Joe que Juliana posiblemente esté muerta. Juliana evade a Gary y Lem y luego intenta convencer a sus padres de que se vayan de San Francisco, sin éxito. Utilizando la pista sobre un hombre conocido con el que Abendsen está obsesionado, Juliana descubre por su madre que el hombre, George Dixon, el amigo de su padre, es el verdadero padre de su hermana Trudy. Al enterarse de que puede estar en Brooklyn y huir del Kempeitai, Juliana solicita asilo en la embajada nazi y le deja una carta a Frank. |              |                          |                 |                              |                           |
| 13 | 3            | «Travelers»              | Daniel Sackheim | Erik Oleson                  | 2016 de diciembre del 16  |
| El Dr. Adler advierte a Smith que no puede posponer más la eutanasia de Thomas y que debe hacerlo él mismo para evitar que las autoridades nazis lo hagan. Juliana llega a Nueva York y Smith la interroga, quien recibe una notificación de su llegada y hace arreglos para que se quede. Mantiene esto en secreto para Joe. Frank se entera de la deserción de Juliana a los estados nazis, pero no le cree a Gary sobre su traición. Mientras trabaja con Ed y Childan para crear falsificaciones para que la Yakuza pague su deuda, la Resistencia convence a Frank para que los ayude a liberar a los ciudadanos detenidos por Kempeitai como represalia por los asesinatos en los puestos de control. Mientras salva a Sarah, miembro de la Resistencia, Frank comete su primer asesinato contra los japoneses. Juliana busca a Joe, pero su ex amante le dice que se ha reincorporado a los nazis, lo que la lleva a pensar que puede haberla traicionado. Joe viaja a Berlín y se reúne con su padre, pero se muestra distante debido al trato que Heusmann le da a la madre de Joe. Joe se cruza con Nicole Dörmer, una cineasta. Smith no puede inyectarle a su hijo cuando se le da la oportunidad de matarlo; en cambio, se reúne con el Dr. Adler y lo mata con la inyección letal para asegurar el silencio de Adler. |              |                          |                 |                              |                           |
| 14 | 4            | «Escalation»             | David Petrarca  | Wesley Strick                | 2016 de diciembre del 16  |
| Juliana se adapta a la vida en el Reich, bajo la tutela de Helen, la esposa de Smith, y su hijo Thomas. Mientras busca a Dixon en su antiguo apartamento, dos agentes desconocidos la persiguen y casi la matan. El general Onoda hace que el Kempeitai ejecute a numerosos ciudadanos por el asesinato de los soldados japoneses durante el rescate de la Resistencia. Enfurecido, Frank comienza a descuidar su deuda con la Yakuza y acepta una misión arriesgada para desviar materiales de una bomba japonesa sin explotar para una misión de la Resistencia, para consternación de Ed. Frank comienza a acercarse a Sarah durante la tarea. Smith le revela a Helen, sospechosa, que mató al Dr. Adler para mantener en secreto la enfermedad de su hijo. Kido emborracha a Onoda y lo engaña para que apruebe una orden desconocida. Después de escapar de sus perseguidores, George Dixon se acerca a Juliana. Tagomi viaja a la línea de tiempo alternativa una vez más y visita a su esposa, Michiko, quien falleció en su propia línea de tiempo. |              |                          |                 |                              |                           |
| 15 | 5            | «Duck and Cover»         | John Fawcett    | Erik Oleson & Rick Cleveland | 2016 de diciembre del 16  |
| Se revela que George Dixon es un líder de la Resistencia y se encuentra con Juliana después de que ella le dice que el Hombre del Castillo Alto la envió. Juliana le dice que puede estar involucrado de alguna manera en el posible atentado de San Francisco, ya que ha aparecido varias veces en las películas. Dixon obliga a Juliana a espiar a Smith y su familia para redimir la traición que percibió cuando permitió que Joe escapara con la película. Joe se molesta cuando su padre lo lleva a su lugar de nacimiento y le revela que es uno de los Lebensborn, un experimento para perfeccionar la pureza racial. Sin embargo, acepta la oferta de su padre de quedarse en Berlín unos días más. Kido intenta utilizar la aprobación de Onoda para extraditar a Juliana de los estados nazis, pero falla y revela su motivo para visitar a Smith. Frank se involucra aún más con la Resistencia y se revela que Ed está bajo el control del Kempeitai para informar sobre las actividades de falsificación de la Yakuza a cambio de su vida y la de Frank. Lem ayuda a Abendsen a mudarse a una nueva ubicación porque la ubicación del Castillo Alto puede haber sido comprometida. Abendsen destruye la mayoría de las películas antes de irse. Tagomi se revela ante su esposa alternativa Michiko y su hijo Noriyuke, pero descubre que la relación del Tagomi alternativo con ellos es distanciada. Se sorprende al ver a Noriyuke, casado con una Juliana alternativa, con su hijo. |              |                          |                 |                              |                           |
| 16 | 6            | «Kintsugi»               | Paul Holahan    | Francesca Gardiner           | 2016 de diciembre del 16  |
| Juliana comienza a socializar con el Comité de Damas como estaba planeado y obtiene el apoyo de una de sus miembros, Lucy. Helen descubre que Thomas ha sido seleccionado por el grupo de las Juventudes Hitlerianas para realizar una expedición a Sudamérica. Ella le prohíbe a su hijo ir hasta que descubre que Smith arregló que su hijo desapareciera de la sociedad organizando un secuestro falso y viviendo una vida de anonimato. Joe comienza a acercarse a Nicole, quien se revela como una de los Lebensborn y lo lleva a reunirse con algunos de los demás. Después de pasar la noche con Nicole, Joe comienza a aceptar su verdadera herencia. Tagomi intenta reparar la relación de su yo alternativo con su familia y está consternado por el abandono de la cultura japonesa por parte del Noriyuke alternativo. Yoshida, su mano derecha, le informa a Kido que se ha encontrado el escondite quemado de Abendsen y descubre que la Yakuza también está buscando las películas. |              |                          |                 |                              |                           |
| 17 | 7            | «Land O' Smiles»         | Karyn Kusama    | Rob Williams                 | 2016 de diciembre del 16  |
| Ed y Childan van a Okamura para pagar su deuda con la venta de la falsificación de Frank, pero son encerrados en un almacén cuando Kido y sus hombres le hacen a Okamura una visita sin previo aviso. Kido dispara a Okamura y a los otros miembros de la Yakuza presentes por traición, ya que ha deducido que la Yakuza está trabajando con los nazis. Yoshida descubre a Ed y Childan pero los deja ir. Frank tiene la tarea de colocar una bomba en el puerto donde está de visita el general Onoda. Sin embargo, Frank aborta la misión cuando descubre que los japoneses están construyendo en secreto una bomba nuclear allí. Informa a la resistencia de sus hallazgos. En el funeral de Adler, Smith se alarma cuando la esposa de Adler, Alice, sospecha de la muerte repentina de su marido y sugiere que se realice una autopsia. Juliana también asiste al funeral y cubre a Thomas cuando tiene una breve convulsión. Más tarde, le promete a Helen no revelar la condición de Thomas. Himmler informa a Smith que Hitler ha sufrido un colapso. |              |                          |                 |                              |                           |
| 18 | 8            | «Loose Lips»             | Alex Zakrzewski | Rick Cleveland               | 2016 de diciembre del 16  |
| Smith interroga a Juliana en su apartamento sobre la película de Joe y se entera de la inminente destrucción de San Francisco. Lucy le dice a Juliana que sabe que las imágenes supuestamente en vivo de Hitler en realidad son de archivo porque su esposo manejó la transmisión televisiva. Juliana comparte con George Dixon su creencia de que Hitler puede estar muerto. La Resistencia decide que es hora de organizar un levantamiento. A Juliana le preocupa haber podido causar la catástrofe nuclear que ha estado tratando de evitar. Heusmann es nombrado canciller interino y Joe decide apoyar a su padre. Frank se entera por Arnold que Juliana les advirtió que abandonaran San Francisco y no lo traicionó. Enfurecido, se enfrenta a Gary Connell, pero la Resistencia está decidida a seguir adelante con el levantamiento. Armado con el conocimiento de Juliana y Kido, Smith engaña a Heydrich encarcelado haciéndole creer que Alemania y Japón ya están en guerra, lo que lleva a Heydrich a confirmar lo que Smith sospechaba: una conspiración para crear un pretexto para la guerra y el exterminio de los japoneses. Smith ejecuta a Heydrich después de enterarse por él de que es Heusmann el cerebro detrás de la carrera hacia la guerra y quien será el nuevo canciller. Hitler muere y Heusmann se convierte en canciller. |              |                          |                 |                              |                           |
| 19 | 9            | «Detonation»             | Chris Long      | Wesley Strick                | 2016 de diciembre del 16  |
| Tagomi ve una película con su familia alternativa sobre la reciente detonación de prueba de una bomba de hidrógeno en el atolón Bikini. Finalmente resuelto a detener la guerra entre Japón y los nazis, Tagomi toma la película y regresa a su realidad. Cuando Thomas confronta a Juliana para conocer su condición, su conversación se graba en secreto. Más tarde, Smith se entera de la cinta y la toma para proteger el secreto de Thomas. En un discurso televisado, Heusmann incrimina a los japoneses por la muerte de Hitler con veneno y promete represalias, para horror de Joe. Frank decide ayudar a la Resistencia a asesinar a Onoda utilizando sus bombas caseras. Antes de la operación, convence a Ed y Childan de que se vayan de San Francisco. Ed tuvo un flashback cuando él, Frank y Juliana se reunieron por primera vez cerca de la bahía de San Francisco. Frank y Sarah introducen de contrabando un coche bomba en el aparcamiento subterráneo del Kempeitai. Configuran el cronómetro de la bomba e intentan salir del edificio, pero Kido los descubre y se intercambian disparos en el vestíbulo. Justo cuando llega Tagomi, la bomba detona, matando a Yoshida, al general Onoda y su personal y colapsando la mayor parte del edificio. Kido sobrevivió a la explosión. No se muestran los destinos de Frank y Sarah. |              |                          |                 |                              |                           |
| 20 | 10           | «Fallout»                | Daniel Percival | Erik Oleson                  | 2016 de diciembre del 16  |
| Tagomi y Kido, que sobrevivieron al bombardeo, se enfrentan a las consecuencias de la destrucción del cuartel general de Kempeitai. Luego, Kido viaja a Nueva York y presenta la película (de una Tierra alternativa) para Smith que parece proporcionar evidencia de que los japoneses tienen una bomba de hidrógeno. La resistencia intenta vengar la muerte de Karen matando a Juliana, pero ella escapa. Luego se enfrenta y mata a George Dixon, quien amenazaba con exponer a Smith transmitiendo la cinta de su conversación con Thomas. Smith viaja a Berlín con la película para convencer a sus superiores nazis de que no ataquen a Japón para evitar represalias nucleares. Smith se reúne en privado con Himmler para exponer a Heusmann como un traidor. Después de arrestar a Heusmann y Joe, Himmler se dirige al público mundial desde la Volkshalle, pareciendo asumir el control del Reich. Elogia públicamente a Smith por su servicio. El reconocimiento que recibe Smith inspira a Thomas a entregarse al Departamento de Salud Pública para ser sacrificado. Después de viajar a la Zona Neutral, una desconsolada Juliana descubre por medio de Abendsen que la esperanza permanece y que su hermana está viva. Finalmente, Lem entrega las películas restantes de Abendsen a Tagomi. |              |                          |                 |                              |                           |

### Temporada 3 (2018)
| N.º en serie | N.º en temp. | Título                                  | Dirigido por       | Escrito por                       | Fecha de emisión original |
| --- | ------------ | --------------------------------------- | ------------------ | --------------------------------- | ------------------------- |
| 21 | 1            | «Now More Than Ever, We Care About You» | Daniel Percival    | Wesley Strick                     | 2018 de octubre del 5     |
| En Berlín, en el otoño de 1962, Joe Blake y su padre son encarcelados en régimen de aislamiento. Ambos han sido torturados y lavados de cerebro. Himmler obliga a Joe a ejecutar a su padre para demostrar su lealtad. Trudy está en Jamestown, Colorado, con Hawthorne Abendsen y su esposa, y Juliana la cuida. Abendsen le dice a Juliana que su destino es reemplazarlo. Juliana quiere saber cómo morirá, pero Abendsen todavía se niega a decírselo. Más tarde esa noche, Abendsen y su esposa son atacados por nazis, lo que los llevó a abandonar Jamestown. Cuando se separan, Abendsen le dice a Juliana que le pregunte a Tagomi cómo muere porque Abendsen le envió a Tagomi las películas restantes. John Smith ha sido ascendido a Oberst-Gruppenführer (equivalente nazi de general de cuatro estrellas) y acaba de regresar a la ciudad de Nueva York desde Berlín. Existe tensión entre él y su esposa por la muerte de su hijo, a quien se honra en una ceremonia pública especial. Nicole Dörmer se traslada a Nueva York para trabajar en el Ministerio de Propaganda y Himmler envía a Joe Blake a la embajada de San Francisco, como agregado comercial adjunto, Joseph Cinnadella. Joe Blake mata a Erich Raeder. |              |                                         |                    |                                   |                           |
| 22 | 2            | «Imagine Manchuria»                     | Alex Zakrzewski    | Eric Overmyer                     | 2018 de octubre del 5     |
| Juliana se da cuenta de que Tagomi es un "viajero". Tanto Himmler como John Smith envían espías a la zona neutral para encontrar a alguien con el nombre en código "devorador de lotos". El almirante Inokuchi comenta con Tagomi que la GNR está limitando encubiertamente el acceso de los Estados japoneses del Pacífico a los suministros de petróleo, lo que provoca una importante escasez de combustible. Tagomi conoce a Tamiko Watanabe por primera vez. Hoover le dice a Rockwell que sabe del problema de salud hereditario del hijo de Smith, que Smith violó las reglas al no informar ni actuar al respecto, y que sospecha que Smith mató al Dr. Adler. Kido captura a Juliana y Trudy y queda perplejo porque mató a la otra Trudy. Kotomichi le cuenta a Tagomi sobre el arresto. El almirante Inokuchi le dice a Kido que libere a Trudy y Juliana bajo la custodia de Tagomi. Trudy regresa a su propio mundo. Helen Smith visita a la Sra. Adler en su casa, es atacada por ella y sin darse cuenta la mata en defensa propia. Joe Blake conoce al embajador Weber, quien le asigna su misión. Su tarea es encontrar al Oberführer Diels, que anteriormente había desertado a San Francisco. |              |                                         |                    |                                   |                           |
| 23 | 3            | «Sensō Kōi»                             | Ernest Dickerson   | Chris Collins                     | 2018 de octubre del 5     |
| Juliana ve una película en la que Joe Blake le dispara, quien se suicida inmediatamente después. Esta visión la lleva a creer que la mina de carbón Lackawanna en Pensilvania es la clave para entender la película. En San Francisco, Joe Blake mata a Diels. Sus próximos objetivos son Howard Wexler, otro desertor del Reich, y Nobusuke Tagomi. Joe se reencuentra con Juliana. John Smith aprende sobre los viajeros y los mundos alternativos, y sobre la investigación de Mengele sobre el Proyecto "Nebenwelt", cuyo objetivo es permitir el movimiento entre mundos. Más tarde ve parte del archivo cinematográfico de Hitler y descubre a Thomas vivo en otro mundo. Tamiko le regala a Tagomi una de sus pinturas. Hagan es capturado y torturado por Kido y revela que Frank Frink está vivo. |              |                                         |                    |                                   |                           |
| 24 | 4            | «Sabra»                                 | John Fawcett       | Eric Simonson                     | 2018 de octubre del 5     |
| Frank Frink discapacitado reaparece en un enclave católico, Santa Teresa, en la zona neutral. Él es la fuente de la obra de arte del sol naciente que está utilizando la Resistencia en los estados del Pacífico. Joe Blake encuentra a Wexler, lo mata y le roba el maletín que contiene detalles de los planes Nebenwelt de los nazis. John Smith se entera de que Erich Raeder ha sido asesinado. Kido le pide al nuevo jefe de Yakuza, Okami, que encuentre a Frank Frink. A cambio, Kido promete pedirle al ministro de Comercio que revierta la política del imperio sobre el mercado negro del petróleo. Childan quiere regresar a San Francisco, pero Ed quiere quedarse con Jack. Los motociclistas los emboscan en su camioneta y les roban. Nakamura deja detalles para Joe Blake sobre el seguimiento de Tagomi por parte de Kido, debajo de una mesa en un café. Wyatt visita a Juliana y le dice que se llama Liam. Él le da un número al que llamar para comunicarse con él. Nicole Dörmer y Thelma Harris comienzan una aventura. |              |                                         |                    |                                   |                           |
| 25 | 5            | «The New Colossus»                      | Daniel Percival    | Wesley Strick                     | 2018 de octubre del 5     |
| Joe intenta tender una emboscada y matar a Tagomi, pero un transeúnte lo obliga a abandonar el intento. Hoover le dice al Reichsmarschall Rockwell que Smith estaba planeando secuestrar a su hijo y esconderlo en América del Sur para evitar que le practicaran la eutanasia a Thomas. También cree que puede obtener pruebas de que Helen Smith mató a la señora Adler. Hoover visita a Helen Smith y le dice que la confesión del asesinato de la señora Adler fue obtenida mediante coacción. Helen admite que visitó a la señora Adler y discutió con ella. Smith visita a Hoover, quien le dice que la jubilación anticipada es la única forma de evitar un escándalo o algo peor. Smith luego le muestra a Hoover un archivo sobre él que está en posesión de Smith, como palanca. Himmler ordena a Smith una reunión con él, Hoover y Rockwell, quienes lo denuncian sobre las circunstancias sospechosas de la muerte de los Adler, así como el plan de Smith de trasladar a su hijo a Sudamérica. Rockwell acusa a Smith de traición basándose en la evidencia de Hoover. Sin embargo, Hoover ha ocultado las pruebas que condenan a Smith y se niega a corroborar las afirmaciones de Rockwell. Himmler condena a Rockwell como traidor y se ve obligado a dimitir y exiliarse; Más tarde es asesinado a instancias de Smith. Himmler asciende a Smith a Reichsmarschall. Juliana descubre los archivos de Blake sobre Tagomi y los archivos de Wexler sobre el proyecto "Nebenwelt" en Lackawanna. A punta de pistola, Joe Blake le dice que "Die Nebenwelt" garantizará que los nazis se apoderen de todos los mundos paralelos y espera que ella se una a él. Ella le corta la garganta y se fuga con los planos. |              |                                         |                    |                                   |                           |
| 26 | 6            | «History Ends»                          | Meera Menon        | Elizabeth Benjamin and Kalen Egan | 2018 de octubre del 5     |
| Mingus Jones y sus hombres venden "Zed", una anfetamina, a Wyatt/Liam, quien paga un precio exiguo. Juliana le pide ayuda a Wyatt/Liam para llevar los archivos de Nebenwelt a Tagomi. Luego partieron hacia la zona neutral. Kido identifica a Juliana como sospechosa de la muerte de Blake. Tagomi le muestra los archivos robados a Kido, quien los identifica como originados en el Kempeitai. Kido se enfrenta a Nakamura, tal como se los había pasado a Joe. Reichsmarshall Smith entrevista a una mujer de un mundo paralelo que desaparece ante sus ojos. Himmler envía a un tirador de Lebensborn, Hans, para terminar la tarea de Blake con respecto a Tagomi. Sampson se encuentra con Ed McCarthy en un bar y le dice que Frank Frink está vivo. Ed y Childan se separan. Ed se reencuentra con Frank y es testigo de su bar mitzvah. Wyatt y Juliana llegan a Denver. Lem lleva a Juliana a los Abendsen. |              |                                         |                    |                                   |                           |
| 27 | 7            | «Excess Animus»                         | Steph Green        | Dre Ryan                          | 2018 de octubre del 5     |
| Nakamura es ejecutado por traidor. Juliana le cuenta a Abendsen sobre Lackawanna y el proyecto Nebenwelt. Quiere regresar al Reich para intentar frustrar sus planes. Wyatt la lleva a St Theresa's, donde descubre a Frank y Ed. Childan regresa a su tienda y descubre que han cambiado las cerraduras. Él reacciona exageradamente y es arrestado e interrogado por Kido. Smith habla con Himmler y le pregunta por qué el Reich quiere matar a Tagomi. Himmler dice que este plan ha sido rescindido. Smith continúa mirando el archivo de películas de Hitler y está cada vez más perturbado por lo que ve. Tagomi se encuentra con Kido y le cuenta sobre el proyecto Nebenwelt y que Juliana está tratando de evitar que suceda. |              |                                         |                    |                                   |                           |
| 28 | 8            | «Kasumi (Through the Mists)»            | Jennifer Getzinger | William N. Fordes                 | 2018 de octubre del 5     |
| La GNR continúa destruyendo todos los monumentos históricos relacionados con la historia de Estados Unidos. Juliana muestra la película de la victoria de los aliados en la Segunda Guerra Mundial a los residentes de Santa Teresa. Un físico le dice que el plano de Nebenwelt es para un dispositivo de transferencia cuántica. Si falla, provocará una explosión del tamaño de una pequeña explosión atómica. Juliana dice en su memoria que hubo una explosión en el túnel y que el artefacto pudo haber sido volado por alguien. Helen Smith ha desarrollado sentimientos por su psiquiatra y le hace una insinuación que es rechazada. Le informa a Smith. Wyatt compra papeles nuevos para Juliana. Sospecha que el vendedor es un informante nazi y lo mata. Le lleva los papeles a Juliana y conoce a Frank, quien sospecha de sus motivos. Wyatt le dice a Juliana que los nazis mataron a la mitad de su familia en Irlanda. Sampson confronta a Wyatt por tratar con un informante nazi. Juliana se va con Wyatt a Lackawanna. Kido saca a los ocupantes ilegales de la tienda de Childan y le permite regresar a en reconocimiento por sus servicios a los estados japoneses del Pacífico. Tagomi es atacado por el tirador de Lebensborn y se defiende usando aikido. Kido va a la zona neutral para encontrar a Frank. |              |                                         |                    |                                   |                           |
| 29 | 9            | «Baku»                                  | Deborah Chow       | Chris Collins and Chris Wu        | 2018 de octubre del 5     |
| Smith mira una película de él mismo vestido de civil con su esposa y su hijo viendo un discurso de Martin Luther King. El mayor Metzger le informa a Smith que Wyatt y Juliana mataron a guardias fronterizos en un punto de entrada a la GNR. Tagomi llama a Smith para solicitar una reunión en la zona neutral para discutir el embargo de petróleo y Nebenwelt. Himmler le dice que se vaya. Smith elige la casa de campo de Highcastle como lugar de reunión. En la casa encuentra una foto de Abendsen que reconoce de una película. Tagomi le dice que él fue la fuente de la película de la bomba H que Smith usó para evitar la guerra el año anterior. Le pide que le ayude a mantener la paz. Helen Smith les cuenta a sus amigas Mary Dawson y Lucy Collins sobre la deformidad del pie de Goebbels y dice que los que están en la cima en Berlín están protegidos. Las pruebas de salud de Jennifer son inminentes. Wyatt y Juliana llegan a Chicago y muestran la película a los agentes de la Resistencia. Les cuenta sobre el dispositivo Nebenwelt. Ed y Frank pintan el logo del sol naciente en lugares muy visibles de Denver. Kido encuentra y ejecuta a Frank. Wyatt y Juliana llegan a Lackawanna en Poconos. Smith captura a la esposa de Abendsen. |              |                                         |                    |                                   |                           |
| 30 | 10           | «Jahr Null»                             | Daniel Percival    | Eric Overmyer and Wesley Strick   | 2018 de octubre del 5     |
| Smith arresta a Abendsen y se va a Poconos, donde se encuentra con Himmler. Juliana y los combatientes de la resistencia entran en la mina Lackawanna. Se descubre su presencia. Juliana es capturada. Mengele usa el dispositivo Nebenwelt para abrir el portal y enviar a cuatro cautivos a la anomalía. Tres mueren, uno desaparece. Himmler está encantado. Levanta el embargo de petróleo para que Japón no obstaculice el desarrollo del dispositivo Nebenwelt. Smith descubre que el verdadero nombre de Abendsen es Abe Hawkes. En la Segunda Guerra Mundial lucharon del mismo lado. Helen se ha escondido con sus hijas. Himmler anuncia el comienzo del Jahr Null ('año cero') con la destrucción de la Estatua de la Libertad. Jóvenes pro y antinazis arrasan las calles y Himmler propone una purga. Es alcanzado por un francotirador, ayudado por Wyatt. Ed y Jack visitan a Childan y le cuentan sobre Frank. Juntos cuelgan una enorme pancarta del sol naciente desde la Coit Tower en San Francisco. Abendsen le dice a Smith que la única forma de que una persona se mude a un mundo paralelo es si su equivalente ya está muerto en el otro lugar. Juliana viaja a otro mundo frente a Smith, quien le dispara mientras desaparece. |              |                                         |                    |                                   |                           |

### Temporada 4 (2019)
| N.º en serie | N.º en temp. | Título                         | Dirigido por         | Escrito por                   | Fecha de emisión original |
| --- | ------------ | ------------------------------ | -------------------- | ----------------------------- | ------------------------- |
| 31 | 1            | «Hexagram 64»                  | Daniel Percival      | Wesley Strick                 | 2019 de noviembre del 15  |
| Un año después, Helen Smith y sus hijos viven ahora en la Zona Neutral con su hermano, Hank McCrae, que no es nazi. Durante una visita, John Smith le pide que regrese a Nueva York. Cuando ella se niega, él se lleva a sus hijas con él. En los meses transcurridos desde el comienzo de Jahr Null, Tagomi ha sido asesinado. El inspector Kido y el general Yamori discuten la posibilidad de que el Reichsmarshall Smith fuera responsable de esto. Los Kempeitai están llevando a cabo violentas represalias en los Estados del Pacífico. La GNR asedia Denver. Wyatt se ha convertido en el líder de los combatientes de la resistencia, pero sus municiones se están agotando. Juliana está viva y trabajando como profesora de aikido en otro mundo. Es amiga de Russ Gilmore. Thomas Smith es su asistente de enseñanza y Helen, su madre y John, su padre, también están presentes. Durante la meditación, ve a Tagomi en una visión. Le deja un mensaje a través de Wei-Chi. Mingus Jones es arrestado bajo sospecha de asesinar a Tagomi. Los Kempeitai encuentran un libro de Equiano Hampton, el fundador del BCR (la Rebelión Comunista Negra), en posesión de Mingus. Acusan a Mingus de ser miembro del BCR. El hijo de Kido, Toru, es testigo de la violencia del interrogatorio y queda angustiado. Wyatt se reúne con miembros del BCR. |              |                                |                      |                               |                           |
| 32 | 2            | «Every Door Out...»            | Nelson McCormick     | Julie Hébert                  | 2019 de noviembre del 15  |
| El dispositivo Nebenwelt ahora permite el movimiento de agentes nazis entre mundos. Están extrayendo información tecnológica y cultural de los diferentes mundos. Mengele ha creado un mapa del multiverso. Los agentes nazis están saboteando el programa de defensa nuclear del mundo donde los aliados ganaron la Segunda Guerra Mundial. Smith se entera de su otro yo y de que Juliana vive en ese mundo. Wyatt propone a Elijah y Bell Mallory, líderes del BCR, que el BCR una fuerzas con su grupo de resistencia. Bell informa que Childan planea realizar una subasta de recuerdos occidentales. A la subasta asistirán el general Masuda, el carnicero de Manchuria, el inspector Kido y los ministros de Defensa Shimura y Nagasaki. El BCR los ve como objetivos. Bell sugiere que el equipo de Wyatt realice el ataque. A cambio, el BCR le dará el armamento que la resistencia necesita con urgencia. Wyatt se encarga de encargarse del catering para la subasta de Childan. Childan desconoce las intenciones de Wyatt. Childan conoce a la princesa heredera; El sueño de su vida se cumple cuando ella lo describe como un hombre de cultura. Jennifer le confiesa a un amigo de la escuela, Henry, que estaba en la Zona Neutral en lugar de en Chicago. Ella le pone un disco de blues prohibido. Amy lo escucha, se acerca a ellos y toma el registro para informarlo a su padre. Smith protege a Jennifer diciéndole a Amy que el registro era evidencia en una investigación y que Amy debería considerar el incidente reportado. Jennifer se pone en contacto con su madre y le dice entre lágrimas que quiere regresar a la Zona Neutral. |              |                                |                      |                               |                           |
| 33 | 3            | «The Box»                      | John Fawcett         | Kalen Egan                    | 2019 de noviembre del 15  |
| Helen Smith regresa a la GNR. Juliana se encuentra con Russ y le pide prestada un arma, al darse cuenta de que la están vigilando. Kido le dice al general Yamori que Mingus Jones tenía una coartada. Yamori le dice que anuncie a Mingus como el asesino de Tagomi y que el caso está cerrado. Toru Kido sufre un trastorno de estrés postraumático tras su participación en la campaña de Masuda en Manchuria. Le dice a su padre que el imperio está perdiendo en China y que ambos son títeres. Kido lo echa y lo repudia. Wyatt y sus hombres inician la emboscada en la subasta, a pesar de que Kido llega demasiado tarde. El BCR recibe una advertencia por radio de que su tapadera ha sido descubierta, por lo que se retiran. Bell dispara a Masuda, mientras que Shimura y Nagasaki también mueren. Wyatt pierde varios hombres. Childan, habiendo sido hecho prisionero sin saberlo por el BCR, les dice que la Princesa Heredera estaba planeando una retirada total del JPS y que han matado a las personas equivocadas. La subasta fue una tapadera para una reunión cumbre sobre la retirada. Juliana busca consejo de Alt-Smith sobre su impulso principal. Al salir, Juliana es emboscada, pero Alt-Smith la salva y muere en el proceso. Su asesino, un agente nazi, lo reconoce. |              |                                |                      |                               |                           |
| 34 | 4            | «Happy Trails»                 | Rachel Leiterman     | Mark Richard                  | 2019 de noviembre del 15  |
| Abendsen está siendo obligado a presentar "Tales from the High Castle", una antología de propaganda nazi que describe una distopía de la victoria aliada. A cambio, mantienen a salvo a su esposa. Juliana va al Monumento a Lincoln en Washington D. C. y viaja de regreso a su mundo original. Intenta pagar el pan con dólares estadounidenses en una panadería propiedad de Zina Parks. Allí se refugia mientras espera a Wyatt. El Obergruppenführer Goertzmann visita al Reichsmarshall Smith y le hace una advertencia velada. Himmler, que sobrevivió al ataque del francotirador, asiste a una cena en casa de Smith. Helen es tratada con sospechas desenmascaradas por su esposa, Margarethe. La salud de Himmler es mala y está cascarrabias. Childan se encuentra bajo custodia del BCR. Se pone en contacto con la princesa heredera en su nombre y le ofrece un alto el fuego temporal a cambio de conversaciones de paz. El general Yamori autoriza a Kido a tomar represalias en contradicción con las instrucciones del almirante Inokuchi. Kido le dice al Capitán Iijima que sabe que él asesinó a Tagomi. John Smith se entera de su muerte en el otro mundo y de que Juliana ha regresado. |              |                                |                      |                               |                           |
| 35 | 5            | «Mauvaise Foi»                 | Charlotte Brändström | David Scarpa                  | 2019 de noviembre del 15  |
| Equiano Hampton, Bell y Elijah se encuentran con el almirante Inokuchi. Hampton le dice que el BCR quiere un estado libre. La reunión es emboscada por los Kempeitai. Hampton muere e Inokuchi es arrestado por alta traición. Los Kempeitai inician una redada en los guetos donde se esconde el BCR. A Childan se le permite escapar. Regresa a casa y descubre que su casa ha sido saqueada y descubre que los Kempeitai lo están buscando. Wyatt y Juliana, que se han convertido en un objeto, comienzan a planificar una nueva ofensiva con los miembros de la resistencia. Smith viaja al otro mundo. Descubre que la Alt-Helen todavía está enamorada de él. Se siente abrumado al encontrarse con Thomas nuevamente, pero Thomas lo acusa de hipocresía cuando intenta convencerlo de que no se una a los Marines (Cuerpo de Marines de los Estados Unidos) . Queda devastado cuando descubre que su mejor amigo en el mundo alternativo es Daniel Levine, su antiguo camarada y amigo en su propio mundo, a quien, a sabiendas, dejó que lo enviaran a la muerte junto con otros soldados judíos estadounidenses después de unirse a los nazis en 1946. |              |                                |                      |                               |                           |
| 36 | 6            | «All Serious Daring»           | Julie Hébert         | Lolis Eric Elie               | 2019 de noviembre del 15  |
| Las 48 horas de Smith en el mundo alternativo casi han terminado. Antes de irse, descubre que Thomas se ha alistado en la Infantería de Marina y en la guerra en Vietnam. Smith regresa a su propio mundo y busca a Abendsen para descubrir cuáles serían las repercusiones de su intervención en el mundo alternativo para salvar a Thomas. Juliana cree que los monólogos propagandísticos de Abendsen contienen mensajes ocultos. Decide acudir a Helen Smith en busca de ayuda para detener al Reichsmarshall Smith. Toru Kido se ha instalado en una casa de opio propiedad de la Yakuza. El inspector Kido interroga al almirante Inokuchi, quien cumple su promesa a la princesa heredera de no revelar su participación en las conversaciones de paz encubiertas con el BCR. Posteriormente exige su liberación. El general Yamori pone a la princesa heredera bajo arresto domiciliario. Inokuchi es sometido a un consejo de guerra y declarado culpable del asesinato del Ministro de Comercio Tagomi. Kido observa el proceso en silencio, pero interviene justo antes de que le disparen a Inokuchi. Arresta al general Yamori por el asesinato de Tagomi. Bell Mallory comienza a planificar nuevas operaciones tácticas para destruir el "oleoducto carmesí" que suministra petróleo al JPS. |              |                                |                      |                               |                           |
| 37 | 7            | «No Masters But Ourselves»     | Richard Heus         | Wesley Strick                 | 2019 de noviembre del 15  |
| El BCR comienza a colocar bombas a lo largo del oleoducto carmesí, los petroleros y los edificios oficiales de la JPS. El agente de Smith, Campbell, le dice que la guerra de Vietnam en el mundo alternativo será breve debido a la superioridad marcial y tecnológica de Estados Unidos. A Campbell se le ordena monitorear a Thomas en el mundo alternativo. Sra. Himmler está de regreso en la ciudad. Visita a Helen y le ofrece amenazas más veladas. Helen pregunta qué puede hacer para recuperar la buena voluntad del Reich. Posteriormente, Helen aparece en un programa de televisión en vivo para amas de casa. Ella enciende el encanto y su aparición es un éxito rotundo. Henry Iver besa a Jennifer Smith en el parque. Se la escucha diciéndole que el comportamiento de esposa perfecta de su madre es todo un acto. Childan es arrestado por el Kempeitai. Kido quiere que le proporcione los nombres de los miembros del BCR. Childan revela nombres, revelando su racismo y sentimientos projaponeses. Kido lo deja irse. Los ataques del BCR causan importantes daños infraestructurales. Bell se responsabiliza en nombre del BCR y dice que no pararán hasta tener su propia patria. Kido le admite a la princesa heredera que no cree que valga la pena luchar por la JPS. |              |                                |                      |                               |                           |
| 38 | 8            | «Hitler Has Only Got One Ball» | Frederick E.O. Toye  | Jihan Crowther                | 2019 de noviembre del 15  |
| El emperador japonés anuncia la retirada de sus fuerzas del JPS. John Smith ve una oportunidad para unir a todos los antiguos Estados Unidos bajo la autoridad del Reich. El BCR gobernará a los Estados del Pacífico de forma independiente. Los ciudadanos japoneses están siendo evacuados. Inokuchi quiere que Kido y el Kempeitai partan en los últimos barcos que parten hacia Japón. Kido envía a sus hombres a casa pero se queda atrás. Kido es secuestrado por vigilantes estadounidenses pero el BCR impide el linchamiento planeado. Sin saberlo, lo encierran en la habitación en la que mató a la hermana de Frank Frink y a sus hijos. La princesa heredera envía a Childan una carta de tránsito a Japón. Le propone matrimonio a su asistente/novia Yukiko. Ella acepta. Hoover quiere implementar una vigilancia universal para prevenir el desarrollo del nacionalismo estadounidense. Smith está de acuerdo. La esposa de Abendsen se suicida. Él intenta hacer lo mismo. Juliana se acerca a Helen Smith en unos grandes almacenes. Ella le dice que Thomas está vivo y Smith sabe dónde está. Smith es convocado a Berlín, acompañado por Goertzmann. El general Whitcroft le dice a Smith que Hoover está recopilando información sobre la familia de John. Sugiere que América del Norte intente liberarse de Berlín. Smith rechaza su sugerencia. |              |                                |                      |                               |                           |
| 39 | 9            | «For Want of a Nail»           | John Fawcett         | Mark Richard and David Scarpa | 2019 de noviembre del 15  |
| Los aviones del Reich lanzan folletos propagandísticos sobre los estados del Pacífico. En Berlín, Smith se encuentra con el general Eichmann, quien se asegura de que sepa que no está incluido en las discusiones estratégicas organizadas por el Reichsführer Himmler sobre la invasión de los Estados del Pacífico. Juliana sueña con un gran acontecimiento en el portal Nebenwelt. A Childan se le niega el permiso para abordar el barco con destino a Japón e insiste en que Yukiko viaje sin él. Helen encuentra las películas de Smith sobre Thomas y ella misma en el mundo alternativo. Ella contacta a Juliana, quien le dice que sabrá cuándo Smith planea ir al portal porque siempre viaja allí en tren. El círculo íntimo de Himmler sostiene que un alemán debería encabezar la invasión de los Estados del Pacífico y el nuevo Reich norteamericano. Himmler cuestiona las verdaderas lealtades de Smith. Hoover da su informe sobre la familia Smith y revela su escepticismo sobre el Reich. En privado, Himmler le dice a Smith que lo consideraba el hijo que nunca tuvo. Smith le dice que lo desprecia y lo mata en sus aposentos. Con el apoyo de Goertzmann, mata al círculo íntimo y a Hoover. Goertzmann se convierte en Reichsführer de todos los estados de la GNR fuera de América del Norte y Smith se convierte en Reichsführer de un Reich autónomo de América del Norte. |              |                                |                      |                               |                           |
| 40 | 10           | «Fire from the Gods»           | Daniel Percival      | David Scarpa                  | 2019 de noviembre del 15  |
| La familia de John Smith se desintegra cuando Amy y Jennifer, pro y antinazis por igual, son enviadas a la Zona Neutral por Helen, quien, al descubrir que John planea continuar con los campos de exterminio en los estados del Pacífico, informa a la Resistencia de la presencia de Smith en un tren. a la base de Poconos. Al mismo tiempo, Kido, con su hijo amenazado por la Yakuza, acepta cooperar con ellos a cambio de la seguridad de su hijo. Mientras el Reich estadounidense se prepara para una invasión, Helen se enfrenta a su marido a bordo del tren rumbo a la base de Poconos; él, a su vez, intenta convencer a Helen de que adopte a Thomas de la otra realidad para salvarlo del servicio militar obligatorio y de su eventual muerte en la Guerra de Vietnam. Sin embargo, miembros de la resistencia bombardean el tren y Helen muere; Smith escapa solo y se suicida en presencia de Juliana. La antigua invasión de los Estados del Pacífico es inmediatamente detenida por el segundo al mando de Smith, el general Whitcroft, justo cuando las fuerzas del Reich norteamericanas están a punto de comenzar la invasión, y Whitcroft arroja simbólicamente su Ritterkreuz. Cuando Juliana llega una vez más a la base de Poconos, los miembros de la resistencia observan cómo, por razones desconocidas, miles de personas comienzan a emerger de otros mundos a través del portal; Abendsen sale a través del portal hacia otra vida en otro lugar. |              |                                |                      |                               |                           |

## Producción
En 2010, se anunció que la BBC coproduciría una adaptación televisiva de cuatro partes de la novela The Man in the High Castle para BBC One junto con Headline Pictures, FremantleMedia y Scott Free Productions. El director Ridley Scott sería el productor ejecutivo de la adaptación de Howard Brenton.
El 11 de febrero de 2013, Variety anunció que Syfy estaba adaptando el libro como una miniserie de cuatro partes, con Ridley Scott y Frank Spotnitz como productores ejecutivos, coproducidos con Scott Free Prods, Headline Pictures y Electric Shepherd Prods.
El 1 de octubre de 2014, Amazon comenzó a filmar el episodio piloto en Roslyn (Washington), para un nuevo drama televisivo en su servicio de transmisión de video web Prime. Fue adaptado por Frank Spotnitz y está siendo producido para Amazon por Ridley Scott, David Zucker y Jordan Sheehan para Scott Free, Stewart Mackinnon y Christian Baute para Headline Pictures, Isa Hackett y Kalen Egan para Electric Shepherd y Big Light Productions de Spotnitz. El episodio piloto fue estrenado por Amazon Studios el 15 de enero de 2015.. El proceso de producción de Amazon Studios es algo diferente de los de otros canales de televisión convencionales. Producen episodios piloto de una serie de diferentes programas prospectivos, luego los lanzan y recopilan datos sobre su éxito, los más prometedores son elegidos para ser continuados con sus respectivas series. El 18 de febrero de 2015, Amazon anunció que The Man in the High Castle recibió luz verde junto con otras cuatro series, y se produciría una temporada completa.
La producción para el episodio piloto comenzó en octubre de 2014, la filmación principal tuvo lugar en Seattle (representando a San Francisco) y con locaciones en Nueva York, así como en Roslyn, Washington, que fue el lugar de rodaje desde hace mucho tiempo para la serie Northern Exposure. Las locaciones en Seattle incluyen el Monorriel de Seattle, el Teatro Paramount, una oficina de periódico en el área del Mercado de Pike Place, así como varios edificios en la ciudad. Los barrios Capitol Hill, Chinatown-International District y Georgetown. En Roslyn, la producción usó tomas externas del café Roslyn, que ocuparon un lugar destacado en "Northern Exposure" junto con varios negocios y escenarios locales.
En abril de 2015, la filmación tuvo lugar en Vancouver, Columbia Británica, en el área central de Georgia Street, a lo largo del paseo del edificio Coast Capital Savings. En mayo y junio de 2015 la filmación se hizo en la Universidad de Columbia Británica. En septiembre de 2015 se hicieron tomas exteriores del Castillo de Hohenwerfen en Werfen, Austria, para el décimo episodio de la primera temporada.
Amazon anunció que traerían al nuevo productor ejecutivo Eric Overmyer para la tercera temporada en reemplazo de Frank Spotnitz luego de su repentina partida del programa a mediados de la segunda temporada.

## Recepción
La primera temporada de The Man in the High Castle recibió la aclamación de la crítica. Rotten Tomatoes le otorga una calificación de aprobación del 95 % con base en revisiones de 58 críticos, con una calificación promedio de 7,54 de 10. El consenso crítico del sitio afirma: «Obra del productor ejecutivo Ridley Scott, The Man in the High Castle es diferente a cualquier otra cosa en televisión, con una trama absorbente impulsada por personajes rápidamente desarrollados en una distopía completamente realizada después de la Segunda Guerra Mundial».
Meredith Woerner de io9 escribió: «Honestamente puedo decir que me encantó este piloto, es una empresa impresionante y simplificada de una novela bastante compleja y muy querida». Matt Fowler de IGN dio 9.2 de 10 y describió la serie como «una experiencia magnífica y atemorizante llena de giros inesperados». Brian Moylan de The Guardian fue positivo y alabó la convincente interpretación, así como la trama compleja y apasionante. El Los Angeles Times describió al piloto como «provocativo e inteligentemente adaptado por Frank Spotnitz». The Daily Telegraph dijo que era «absorbente» y Wired que no había que perdérselo. Entertainment Weekly dijo que era «fascinante» y «un triunfo en la construcción de mundos», y exclamó «The Man in the High Castle es el rey».
Después de su primera temporada, Rolling Stone lo incluyó en una lista de los cuarenta mejores programas de televisión de ciencia ficción de todos los tiempos.
Amazon posteriormente anunció que era la serie original más transmitida por el servicio y había sido renovada para una segunda temporada. Season La segunda temporada fue recibida con críticas mixtas. Rotten Tomatoes le da un índice de aprobación del 63% con base en las críticas de 19 críticos, con una calificación promedio de 6.86 sobre 10. El consenso crítico del sitio dice: «Aunque su trama es difícil de manejar, la segunda temporada expande su fascinante premisa en nuevas y poderosas direcciones, reforzada por imágenes impresionantes, actuaciones fuertes y nuevas posibilidades intrigantes». Metacritic otorga a la temporada 2 un puntaje de 62 sobre 100, según las críticas de diez críticos.

### Reconocimientos
| Año  | Premio                                      | Categoría                                                                                                | Candidato(s) | Resultado |
| ---- | ------------------------------------------- | --- | --- | --------- |
| 2015 | IGN Awards                                  | Mejor nueva serie de TV                                                                                  | The Man in the High Castle                                                                                            | Nominado  |
| 2015 | South by Southwest Awards                   | Excelencia en el diseño del título                                                                       | Patrick Clair | Nominado  |
| 2016 | American Society of Cinematographers Awards | Logro sobresaliente de Cinematografía en Televisión, Miniserie o Piloto                                  | James Hawkinson (Episode: "The New World")                                                                            | Nominado  |
| 2016 | Creative Arts Emmy Awards                   | Mejor fotografía para una serie de una sola cámara                                                       | James Hawkinson | Ganador   |
| 2016 | Creative Arts Emmy Awards                   | Diseño sobresaliente del título principal                                                                | Patrick Clair, Paul Kim, Jose Limon, Raoul Marks                                                                      | Ganador   |
| 2016 | Creative Arts Emmy Awards                   | Diseño de producción excepcional para un programa narrativo contemporáneo o de fantasía (una hora o más) | Drew Boughton, Linda King, Brenda Meyers-Ballard                                                                      | Nominado  |
| 2016 | Creative Arts Emmy Awards                   | Efectos especiales y visuales destacados                                                                 | The Man in the High Castle                                                                                            | Nominado  |
| 2016 | Critics' Choice Television Awards           | Mejor actor de reparto en una serie dramática                                                            | Rufus Sewell | Nominado  |
| 2016 | Monte-Carlo Television Festival             | Mejor serie televisiva de drama                                                                          | The Man in the High Castle                                                                                            | Nominado  |
| 2016 | Saturn Awards                               | Mejor serie de televisión de nuevos medios                                                               | The Man in the High Castle                                                                                            | Nominado  |
| 2016 | USC Scripter Awards                         | Mejor guion televisivo                                                                                   | Frank Spotnitz y Philip K. Dick                                                                                       | Nominado  |
| 2016 | Visual Effects Society Awards               | Entorno destacado creado en un episodio, comercial o en tiempo real                                      | Casi Blume, David Andrade, Nick Chamberlain, Lawson Deming                                                            | Nominado  |
| 2016 | Visual Effects Society Awards               | Destacados efectos visuales de apoyo en un episodio fotorealista                                         | Lawson Deming, Cory Jamieson, Casi Blume, Nick Chamberlain                                                            | Nominado  |
| 2016 | Young Artist Awards                         | Mejor interpretación en una serie de TV - Joven actor recurrente (14-21)                                 | Quinn Lord | Nominado  |
| 2017 | Artios Awards                               | Piloto de televisión y primera temporada - Drama                                                         | Denise Chamian, Liz Ludwitzke, Candice Elzinga, Patti Kalles                                                          | Nominado  |
| 2017 | Creative Arts Emmy Awards                   | Mejor fotografía para una serie de una sola cámara (una hora)                                            | James Hawkinson | Nominado  |
| 2017 | Creative Arts Emmy Awards                   | Excelente logro creativo original en medios interactivos dentro de un programa con guiones               | "Resistance Radio" | Nominado  |
| 2017 | Creative Arts Emmy Awards                   | Diseño de producción destacado para un programa de período narrativo (una hora o más)                    | Drew Boughton, Dawn Swiderski, Jon Lancaster                                                                          | Nominado  |
| 2017 | Creative Arts Emmy Awards                   | Efectos visuales y especiales destacados                                                                 | Lawson Deming, Cory Jamieson, Casi Blume, Nick Chamberlain, David Andrade, Bill Parker, Justin Fox, Danielle Malambri | Nominado  |
| 2017 | Costume Designers Guild Awards              | Serie de televisión fantástica destacada                                                                 | J.R. Hawbaker | Nominado  |
| 2017 | Leo Awards                                  | Mejor actuación masculina en una serie dramática                                                         | Kurt Evans | Nominado  |
| 2017 | Leo Awards                                  | Mejor actuación de apoyo femenina en una serie dramática                                                 | Chelah Horsdal | Ganador   |
| 2017 | Location Managers Guild Awards              | Locaciones destacadas en una serie de TV                                                                 | Nicole Noelle Chartrand, Robert Murdoch                                                                               | Nominado  |
| 2017 | Saturn Awards                               | Mejor serie de televisión de nuevos medios                                                               | The Man in the High Castle                                                                                            | Nominado  |

### Controversia publicitaria
Como parte de una campaña publicitaria para el lanzamiento de la primera temporada, un metro del Metro de Nueva York fue cubierto con imágenes nazis e imperiales japonesas como se ve en el programa, incluyendo varias banderas con el emblema del águila en lugar de las cincuenta estrellas y banderas de los Estados del Pacífico. En respuesta a las críticas de "state lawmakers and city leaders", la Metropolitan Transportation Authority (MTA) publicó una declaración que decía que no había motivos para rechazar los anuncios debido a que los estándares de anuncios del metro de contenido neutral solo prohíben la publicidad política o que menosprecie a un individuo o grupo.
El portavoz de la MTA, Kevin Ortiz, declaró que "la MTA es una agencia del gobierno y no puede aceptar o rechazar anuncios en función de cómo nos sentimos con respecto a ellos, tenemos que seguir los estándares aprobados por nuestra junta. Tenga en cuenta que son anuncios comerciales". El portavoz Adam Lisberg dijo: "Esta publicidad, tanto si le resulta desagradable o no, obviamente no divulga el nazismo, sino un programa de televisión".
Después de quejas del Gobernador del estado de Nueva York Andrew Cuomo y el Alcalde de Nueva York Bill de Blasio, los informes iniciales indicaban que Amazon sacó el anuncio del metro. Más tarde se anunció que fue la MTA, no Amazon, quien sacó el anuncio, debido a la presión del Gobernador Cuomo.